# گنت (اوهایو)
گنت (به انگلیسی: Ghent) یک منطقهٔ مسکونی در ایالات متحده آمریکا است که در شهرستان سامیت، اوهایو واقع شده‌است.